# Predappio
Predappio este o comună din provincia Forlì-Cesena, Italia. În 2011 avea o populație de 6521 de locuitori.

## Demografie
Predappio - evoluția demografică

|  | Graficele sunt indisponibile din cauza unor probleme tehnice. Mai multe informații se găsesc la Phabricator și la wiki-ul MediaWiki. |

Date: Recensăminte sau birourile de statistică - grafică realizată de Wikipedia

## Personalități născute aici
- Benito Mussolini (1883 - 1945), conducătorul fascist al Italiei în perioada 1922 - 1943.